# قسم أمان أباد الريفي (مقاطعة أراك)
قسم أمان أباد الريفي (بالفارسية: دهستان امان‌آباد) هي قسم تقع في إيران في قسم. يقدر عدد سكانها بـ 4,682 نسمة .